# Insiders Project (телепередача)
Вторгнення (англ. Insiders Project) — цикл екстремальних документальних фільмів про складнодоступні індустріальні та архітектурні локації, об'єкти виняткового історико-культурного значення, що перебувають на межі зникнення, а також підземні і наземні комунікації.
Ідея проекту з'явилася у його майбутнього ведучого Дмитра Громова, очевидно, навесні 2014 р. В одному з інтерв'ю він розповідає про те, як розшукав прибічників і сформував команду. Англомовна назва циклу Insiders Project уперше зустрічається 23 липня 2014 р., коли було засновано спільноту проекту в соцмережах.

## Склад команди
На цей момент до основного складу команди Insiders Project входять:
- Дмитро Громов — автор і ведучий проекту
- Ангел Ангелов — режисер і оператор
- Микита Стрижевський — продюсер, відповідальний за постпродакшн і візуальні ефекти
- Артем Бабурін — композитор, саунд-дизайнер, звукорежисер
- Ксенія Погружальська — юридичний супровід

## Фільми
16 серпня 2014 р. було опубліковано перший фільм циклу «Вторгнення» — «Дім з зіркою» (The House with a Star), присвячений важливій архітектурній домінанті середмістя Києва — сталінській висотці по вул. Хрещатик, 25. У фільмі Дмитро Громов обирає складний і оригінальний спосіб проникнення на об'єкт. Так, у непрофесійних відео руфери потрапляють на шпиль будівлі (близько 85 м), використовуючи зовнішні конструкції. Натомість Дмитро Громов потрапляє туди, залучивши підвальні і службові приміщення, що дозволяє всебічно показати не тільки зовнішній вигляд фасаду, але і структуру будинку.
Команда Insiders Project приступила до зйомок без фінансової підтримки, винаймаючи спеціальне обладнання та інвестуючи у відеовиробництво власні кошти. У січні 2015 р. розпочалася кампанія на підтримку проекту на ресурсі Kickstarter. Для презентації було створене нове короткометражне відео, що виділялося на тлі продукції користувачів ресурсу складністю і різноманітністю залучених локацій, сюжетом із несподіваною розв'язкою та своєрідною операторською стилістикою.
Через проблеми з фінансуванням другий фільм циклу — «Помираючий завод» — вийшов у світ тільки у травні 2015 р. Предметом дослідження команди проекту цього разу став київський завод «Арсенал». Це закритий стратегічний об'єкт, який, незважаючи на скорочення обсягів виробництва, пильно охороняється. Тому кадри, що зафіксували актуальний стан його внутрішньої території, технічних систем, частково зведених ще у середині 18 ст., та майстерень, окрім художнього значення, мають історико-культурну цінність.
Предметом розвідок автора і ведучого проекту у третьому фільмі «Вторгнення» є найбільше в Україні бомбосховище, розраховане на 4800 осіб, яке розміщується під промисловим підприємством. Зведене у другій половині 1960-х рр., це укриття є одним із найкраще збережених об'єктів такого роду. Тоді як аналогічні оборонні споруди давно розграбовані і понівечені, у цьому бомбосховищі комплектування наявне в повному обсязі на первинних місцях. Там також трапляються особисті речі працівників, одяг, газети і журнали, датовані 1965—1969 рр., що дозволяє уточнити історію експлуатації об'єкту.
Четвертий фільм «Вторгнення» розповідає про Південний міст — найвищий міст України, який відіграє важливе значення у транспортній інфраструктурі Києва. Ведучий проводить глядача через внутрішні технічні комунікації моста і разом з оператором Ангелом Ангеловим піднімається на пілон загальною висотою 135 м по сталевих тросах (вантах) без страховки і спеціального спорядження. У процесі зйомок на локації виникли непередбачувані обставини, що могли призвести до негативних юридичних наслідків. Так, у фіналі Дмитро Громов встановлює на вершині пілона чорний прапор зі стилізованим тризубом. Коли ведучий і оператор, успішно подолавши ряд перешкод, пройшли непоміченими повз охорону і перебували на вантах, за півдороги до вершини, виявилося, що в цей час через Південний міст повинен був проїжджати кортеж Президента України Петра Порошенка.
Місцем дії п'ятого фільму стала підземна річка Клов. Цьому об'єкту притаманний високий рівень ризику: за найменших погодних змін починає швидко прибувати вода, і тоді, навіть перебуваючи на невеликій відстані від виходу, складно вибратися назовні. За аналогічних обставин у середині 2000-х років тут загинула група дигерів. Фільм має цікаву композицію, що передає стан дезорієнтації та втрати відчуття часу, типових для людини у таких ситуаціях.
У п'ятому і шостому фільмах «Вторгнення» помітна зміна стилістики. Образ ведучого ускладнюється: замість простого і харизматичного оповідача, Дмитро Громов демонструє сильний і суперечливий характер, активно залучає особистий досвід, розповідаючи про локації. З'являється більше великих планів, реплік a parte, які постійно тримають глядача зібраним і мимоволі змушують стежити за перебігом сюжету ще уважніше. Водночас, із перших випусків команда Insiders Project зарекомендувала себе майстрами непередбачуваного видовищного фіналу.
Станом на грудень 2016 р. завершено перший сезон «Вторгнення», до якого увійшли десять півгодинних фільмів. Кожен випуск присвячений окремій складнодоступній і незвичайній локації, має цілком самостійний сюжет із елементами небезпеки та екстриму, що несподівано переплітаються з історико-культурними і естетичними складовими. Розпочато роботу над другим сезоном циклу.

## Визнання
Навесні 2016 р. команда Insiders Project, після тривалих пошуків фінансування і періоду, коли подальша доля проекту перебувала під загрозою, уклала контракт із однією з найбільших українських кіностудій FILM.UA Group. У співпраці зі студією значно підвищилися темпи виробництва і якість відзнятого матеріалу, розширилася географія об'єктів. Перші офіційні зйомки відбулися у квітні 2016 р. в затопленому кар'єрі гірничозбагачувального комбінату на сході України. Цей матеріал представлений у шостому фільмі «Вторгнення» — «Долина гігантів».
У жовтні 2016 р. цикл «Вторгнення» був уперше з успіхом представлений іноземному глядачеві в Каннах. Права на показ першого сезону під адаптованою назвою Soviet Megamonsters придбала компанія Factory Media — один із провідних європейських дистриб'юторів контенту про активний спосіб життя і спорт.

## Презентації
Від фільму до фільму, аудиторія «Вторгнення» розширювалася. Так, «Дім під зіркою» був розміщений на YouTube, показаний обмеженому колу прибічників та друзів і не мав офіційної прем'єри.
10 березня 2015 р. у Smart Cafe Bibliotech було проведено семінар-лекторій від команди Insiders Project, присвячений дослідженням міста та зйомкам в умовах інфільтрації.
Прем'єра другого фільму циклу відбулася 14 травня 2015 р. у київській Малій опері.
Третій і четвертий фільми презентували 18 червня 2016 р. в кінотеатрі «Жовтень». У залі, розрахованому на 400 осіб, за середніми підрахунками, були присутні понад 600 глядачів, при цьому значна кількість прихильників проекту так і не змогла потрапити на сеанс.
Тому наступний допрем'єрний показ п'ятого і шостого епізодів провели 27 листопада 2016 р. в найбільшому кінозалі України (кінотеатр «Київська Русь»), що має близько 1200 посадкових місць. Відвідуваність показу виявилася повною. За свідченням працівників закладу, сеанс касової голлівудської стрічки у великому залі вважається успішним, коли зайняті до 300 глядацьких місць із 1200.

### Відео
- Трейлер Insiders Project 2014
- Трейлер Insiders Project 2016 [Архівовано 16 лютого 2020 у Wayback Machine.]
- Urban Ninja #1 — The Trolley [Архівовано 20 листопада 2020 у Wayback Machine.]
- Urban Ninja #2 — The Rescue
- Urban Ninja #3 — Arsenal Special
- Екстремальні дослідження Києва: Ангел Ангелов, Дмитро Громов
- Премьера новых серий | Official Aftermovie [Архівовано 17 березня 2020 у Wayback Machine.], 18.6.2016.
- Премьера новых серий | Official Aftermovie [Архівовано 18 березня 2020 у Wayback Machine.], 27.11.2016.